# Communauté de communes de Crèvecœur-le-Grand
Die Communauté de communes de Crèvecœur-le-Grand (offiziell Communauté de communes de Crèvecoeur le Grand Pays Picard A16 Haute Vallée de la Celle) war ein französischer Gemeindeverband mit der Rechtsform einer Communauté de communes im Département Oise in der Region Hauts-de-France. Sie wurde am 29. Dezember 1993 gegründet und umfasste 20 Gemeinden. Der Verwaltungssitz befand sich im Ort Crèvecœur-le-Grand.

## Historische Entwicklung
Am 1. Januar 2017 wurde der Gemeindeverband mit der Communauté de communes des Vallées de la Brèche et de la Noye zur neuen Communauté de communes de l’Oise Picarde zusammengeschlossen.

## Ehemalige Mitgliedsgemeinden
1. Auchy-la-Montagne
2. Blancfossé
3. Catheux
4. Choqueuse-les-Bénards
5. Conteville
6. Cormeilles
7. Crèvecœur-le-Grand
8. Le Crocq
9. Croissy-sur-Celle
10. Doméliers
11. Fontaine-Bonneleau
12. Francastel
13. Le Gallet
14. Lachaussée-du-Bois-d’Écu
15. Luchy
16. Maulers
17. Muidorge
18. Rotangy
19. Le Saulchoy
20. Viefvillers